# Kinda Kinks
Kinda Kinks (рус. Своего рода Kinks) — второй студийный альбом британской рок-группы The Kinks, выпущенный 5 марта 1965 года лейблом Pye Records в Великобритании и 11 августа 1965 года лейблом Reprise Records в США. Записанный и выпущенный в течение двух недель после возвращения из турне по Азии, Рей Дэвис и остальные участники группы не были удовлетворены продюсированием. Сингл «Tired of Waiting for You» стал хитом № 1 в UK Singles Charts.

## Запись
Запись следующего проекта группы, Kinda Kinks, началась на следующий день после их возвращения из тура по Азии. Пластинка, 10 из 12 песен которой были оригинальными, была завершена и выпущена в течение двух недель. Следовательно, производство было поспешным, и, по словам Рея Дэвиса, группа не была полностью удовлетворена окончательными сокращениями: 

Весь альбом страдал равнодушием к нашей музыке. Услышав о некоторых ошибках, у меня закружился палец на ноге, и так будет до конца моей жизни. Тем не менее, альбом, вероятно, лучше, чем я предполагал, и он выдержал испытание временем— Рей Дэвис о записи альбома
 Однако из-за давления звукозаписывающей компании не было времени исправить некоторые недостатки, присутствовавшие в миксе. Рей Дэвис выразил своё недовольство тем, что производство была не на должном уровне. Комментируя это, он сказал следующее: «с этим следовало быть немного осторожнее. Я думаю Шел Талми (продюсер альбома) зашёл слишком далеко, пытаясь держаться на острых краях. Некоторые из этих дабл-трекингов ужасны. На нём были лучшие песни, чем на первом альбоме, но он не был исполнен должным образом. Это было просто слишком поспешно».

## Выпуск
Альбом был выпущен в Великобритании 5 марта 1965 года лейблом Pye Records, а в США — 11 августа 1965 года лейблом Reprise Records. Американский релиз имел изменённый трек-лист и другую обложку. Несколько композиций были удалены, а сингл «Set Me Free», выпущенный через два месяца после британского выпуска Kinda Kinks, был уникальным для американского релиза альбома. В Великобритании альбом был выпущен только в моно-формате; стерео-микширование не производилось.
Сингл «Tired of Waiting for You» стал хитом № 1 в UK Singles Charts. Сам альбом занял 3-е место в UK Albums Chart.
«Wonder Where My Baby Is Tonight» была выпущена в качестве сингла в Норвегии и Швеции в 1966 году при поддержке «I Need You», достигнув 7-го места в шведских чартах.

## Влияние
Брюс Эдер в ретроспективном обзоре для AllMusic написал, что альбом получился неравномерным, но это «…то, что было первоклассным, также очень запоминалось, а то, что не было, тоже было неплохо». Он также отметил некоторое созревание в написании песен у Рея Дэвиса.

## Список композиций

### Британское издание
Слова и музыка всех песен — Рей Дэвис, за исключением отмеченных.
| №  | Название                                                    | Автор(ы)                              | Длительность |
| -- | ----------------------------------------------------------- | ------------------------------------- | ------------ |
| 1. | «Look for Me Baby»                                          |                                       | 2:17         |
| 2. | «Got My Feet on the Ground»                                 | Р. Дэвис, Дейв Дэвис                  | 2:14         |
| 3. | «Nothin' in the World Can Stop Me Worryin' 'Bout That Girl» |                                       | 2:44         |
| 4. | «Naggin' Woman»                                             | Джимми Андерсон, Дж. Д. "Джей" Миллер | 2:36         |
| 5. | «Wonder Where My Baby Is Tonight»                           |                                       | 2:01         |
| 6. | «Tired of Waiting for You»                                  |                                       | 2:31         |

| №  | Название                     | Автор(ы)                                              | Длительность |
| -- | ---------------------------- | ----------------------------------------------------- | ------------ |
| 1. | «Dancing in the Street»      | Марвин Гэй, Уильям "Микки" Стивенсон, Айви Джо Хантер | 2:20         |
| 2. | «Don't Ever Change»          |                                                       | 2:25         |
| 3. | «Come On Now»                |                                                       | 1:49         |
| 4. | «So Long»                    |                                                       | 2:10         |
| 5. | «You Shouldn't Be Sad»       |                                                       | 2:03         |
| 6. | «Something Better Beginning» |                                                       | 2:26         |

| №   | Название                                            | Автор(ы) | Длительность |
| --- | --------------------------------------------------- | -------- | ------------ |
| 13. | «Ev'rybody's Gonna Be Happy»                        |          | 2:16         |
| 14. | «Who'll Be the Next in Line»                        |          | 2:02         |
| 15. | «Set Me Free»                                       |          | 2:12         |
| 16. | «I Need You»                                        |          | 2:26         |
| 17. | «See My Friends»                                    |          | 2:46         |
| 18. | «Never Met a Girl Like You Before»                  |          | 2:05         |
| 19. | «Wait Till the Summer Comes Along» (Kwyet Kinks EP) | Д. Дэвис | 2:07         |
| 20. | «Such a Shame» (Kwyet Kinks EP)                     |          | 2:19         |
| 21. | «A Well Respected Man» (Kwyet Kinks EP)             |          | 2:43         |
| 22. | «Don't You Fret» (Kwyet Kinks EP)                   |          | 2:45         |
| 23. | «I Go to Sleep» (Demo version)                      |          | 2:42         |

| №   | Название                                                                          | Длительность |
| --- | --------------------------------------------------------------------------------- | ------------ |
| 1.  | «Everybody's Gonna Be Happy» (mono single (Pye single 7N 15813 (UK), 1965))       | 2:13         |
| 2.  | «Who'll Be the Next in Line» (mono single (Pye single 7N 15813 (UK), 1965))       | 2:01         |
| 3.  | «Set Me Free» (mono single (Pye single 7N 15854 (UK), 1965))                      | 2:09         |
| 4.  | «I Need You» (mono single (Pye single 7N 15854 (UK), 1965))                       | 2:23         |
| 5.  | «See My Friends» (mono single (Pye single 7N 15919 (UK), 1965))                   | 2:44         |
| 6.  | «Never Met a Girl Like You Before» (mono single (Pye single 7N 15919 (UK), 1965)) | 2:05         |
| 7.  | «A Well Respected Man» (Kwyet Kinks EP (Pye NEP 24221 (UK), 1965))                | 2:43         |
| 8.  | «Such a Shame» (Kwyet Kinks EP (Pye NEP 24221 (UK), 1965))                        | 2:19         |
| 9.  | «Wait Till the Summer Comes Along» (Kwyet Kinks EP (Pye NEP 24221 (UK), 1965))    | 2:07         |
| 10. | «Don't You Fret» (Kwyet Kinks EP (Pye NEP 24221 (UK), 1965))                      | 2:45         |
| 11. | «I Go to Sleep» (demo version)                                                    | 2:42         |
| 12. | «When I See That Girl of Mine» (demo version)                                     | 2:02         |
| 13. | «Tell Me Now So I'll Know» (demo version)                                         | 1:59         |
| 14. | «A Little Bit of Sunlight» (demo version)                                         | 1:50         |
| 15. | «There's a New World Just Opening for Me» (demo version)                          | 2:31         |
| 16. | «This I Know» (demo version)                                                      | 2:01         |
| 17. | «See My Friends» (alternative take)                                               | 2:44         |
| 18. | «Come On Now» (alternative vocal)                                                 | 1:55         |
| 19. | «You Shouldn't Be Sad» (recorded at BBC)                                          | 1:55         |
| 20. | «Tired of Waiting for You» (recorded at BBC)                                      | 2:22         |
| 21. | «Everybody's Gonna Be Happy» (recorded at BBC)                                    | 2:13         |
| 22. | «This Strange Effect» (recorded at BBC)                                           | 2:32         |
| 23. | «Hide and Seek» (recorded at BBC)                                                 | 2:13         |

### Американское издание
Сторона «А»
1. «Look for Me Baby» — 2:17
2. «Got My Feet on the Ground» (Р. Дэвис, Д. Дэвис) — 2:14
3. «Nothin' in the World Can Stop Me Worryin' 'Bout That Girl» — 2:44
4. «Wonder Where My Baby Is Tonight» — 2:01
5. «Set Me Free» — 2:12

Сторона «Б»
1. «Ev'rybody's Gonna Be Happy» — 2:16
2. «Dancing in the Street» (М. Гэй, У. Стивенсон, А. Дж. Хантер) — 2:20
3. «Don’t Ever Change» — 2:25
4. «So Long» — 2:10
5. «You Shouldn’t Be Sad» — 2:03
6. «Something Better Beginning» — 2:26

## Участники записи
| The Kinks - Рей Дэвис — вокал, ритм-гитара, акустическая гитара («Nothin' in the World», «Don’t Ever Change» и «So Long»), фортепиано («Wonder Where My Baby Is Tonight», «You Shouldn’t Be Sad» и «Something Better Beginning») - Дейв Дэвис — вокал («Got My Feet On the Ground», «Naggin'» и «Wonder Where My Baby is Tonight»), бэк-вокал, соло-гитара; - Пит Квейф — бэк-вокал, бас-гитара - Мик Эйвори — барабаны | Приглашённые музыканты - Раса Дэвис — бэк-вокал («Look for Me Baby», «Dancing in the Street», «You Shouldn’t Be Sad» и «Something Better Beginning») Производственный персонал - Боб Ога — инженер - Глин Джонс — инженер («Got My Feet on the Ground») - Шел Талми — продюсер |